# Wuhden

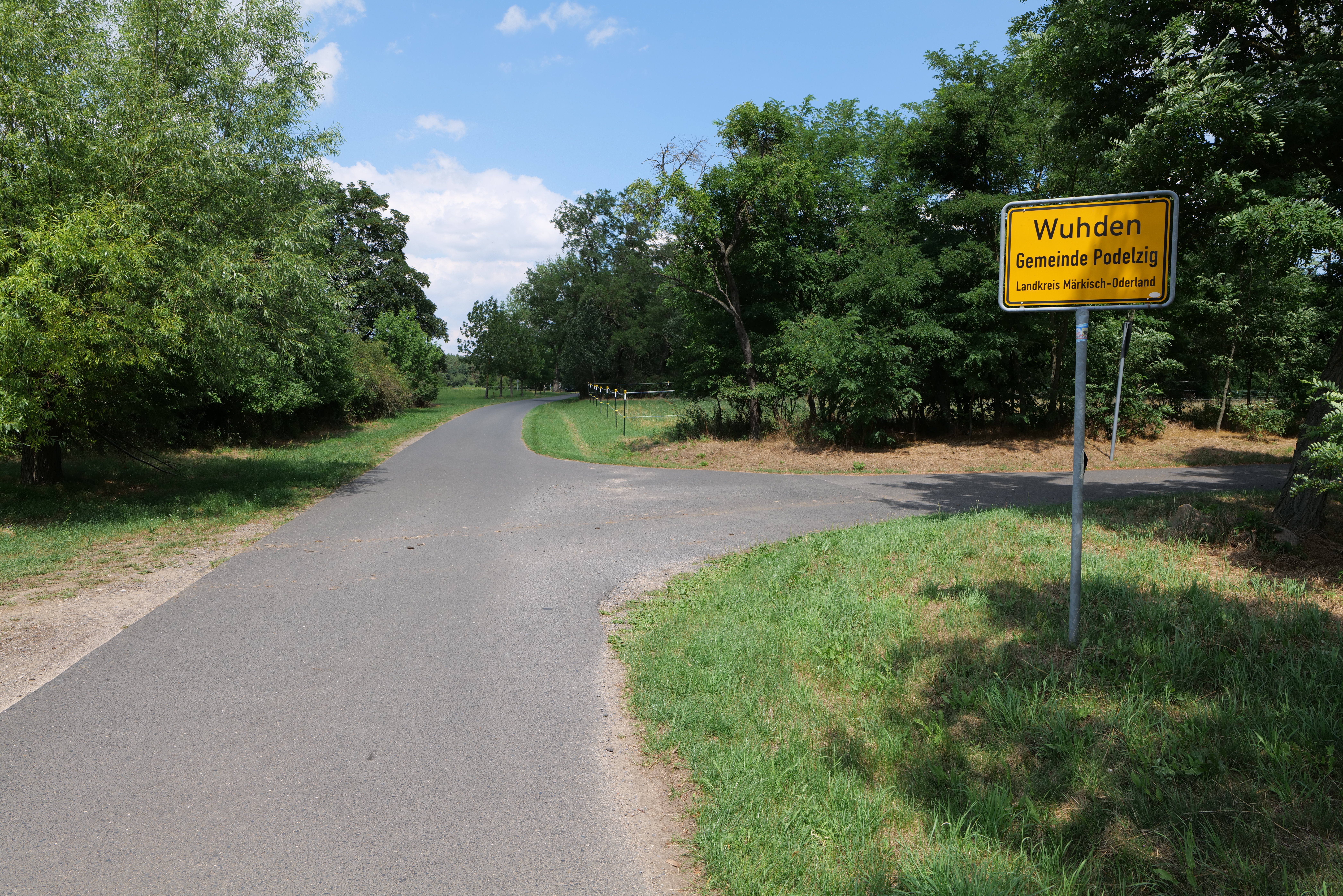
Ortsschild von Wuhden

Wuhden ist ein Ort im Landkreis Märkisch-Oderland in Brandenburg und Ortsteil der Gemeinde Podelzig. Das Höhendorf liegt auf dem Reitweiner Sporn am süldlichen Rande des Oderbruchs.

## Geschichte
1252 wird Wuhden erstmals urkundlich erwähnt. Der Name Wuhden auch Bodin, sowie ab 1317 Wodyn wird als Ort eines Bodin, oder am Wasser gelegen (woda = Wasser) gedeutet. Der Magdeburger Erzbischof Wilbrand von Käfernburg schloss mit dem Lebuser Bischof Wilhelm I. einen Vergleich über die Erhebung des Zehnten im Lande Lebus. Hier tauchen die Namen der Orte Seelow und Wuhden erstmals auf.
1737 waren im Ort Wuhden laut Einwohnerverzeichnis 6 Bauern, 9 Kossäten und 6 Büdner ansässig. Später, um 1788, findet der Wuhdensche Busch Erwähnung.
Bis Ende des 19. Jahrhunderts war Wuhden ein Dorf ohne Rittergut, uns blieb es auch. Es bestand aber um 1900 bereits ein so genanntes Rustikalgut von 57 ha der Familie Martin Tietz. 1914 sind mehrere Familien, u. a. E. und F. Jahn, T. Kaul, W. Sydow, Thiede sowie Emil und Martin Tietz, beide Letztgenannten mit 57 ha, nachgewiesen. 1919 begann dann in Wuhden der Offizier Elhard von Morozowicz mit dem Aufbau eines größeren Gutes, welches von 1923 mit 90 ha bis 1929 mit 125 ha sich durch Ankauf von Flächen weiter vergrößerte. Vor der großen Wirtschaftskrise 1929/1930 liegen die Daten
aller fünf größeren landwirtschaftlichen Betriebe vor. Das Ausbaugut Nr. 30 gehörte der Berlinerin Gert. Dihrberg, verwaltet durch Paul Kersting. Die Familien E. Jahn mit 26 ha, Fritz Jahn mit 41 ha, W. Sydow auf 40 ha, Adolf Thiele hat 56 ha, Emil und Martin Tietz mit jeweils 57 ha. Morozowicz`s Besitz ist damals ein Versuchsgut, gesamt noch 125 ha. Davon an die Landwirtschaftskammer Brandenburg 102 ha unterverpachtet, Verwalter Diplomlandwirt Scholz.
Ende 1943 bis 1945 war in der Wuhdener Villa eine Mädchengruppe aus Berlin untergebracht. Sie waren vorher nach Neu-Galow im Rahmen der Kinderlandverschickung gesandt worden. Die Unterkunft wurde aber durch einen alliierten Fliegerangriff zerstört. Mehrere Mädchen wurden bei dem Angriff getötete.
Am 2. Februar 1945 überqueren erste sowjetische Vorausabteilungen der 8. Gardearmee die Oder nahe Wuhden und bildeten sofort Brückenköpfe. In den folgenden Tagen wurde Wuhden per Führerbefehl zur Festung erklärt. Die Panzergrenadier-Division „Kurmark“ mit dem Bataillon des Grenadier-Regiments 1234 (Kriegsschule Potsdam) konnte den Ort bis zum 12. März 1945 halten. Durch die schweren Kämpfe in diesen Wochen wurde der Ort nahezu völlig zerstört.
Nach Ende des Zweiten Weltkriegs konnte das Dorf nicht mehr an die alten Einwohnerzahlen anknüpfen. Zur Eingemeindung in den Nachbarort Podelzig kam es am 1. Juli 1950, wobei die Wuhdener Loose im Oderbruch nach Reitwein umgegliedert wurde. Wuhden gehörte bis 1952 zum Landkreis Lebus des Landes Brandenburg, danach zum Bezirk Frankfurt/Oder.

### Einwohnerentwicklung
| Jahr          | 1875 | 1890 | 1910 | 1925 | 1933 | 2006 |
| Einwohnerzahl | 282  | 267  | 219  | 225  | 235  | 31   |

## Kultur und Sehenswürdigkeiten

### Bauwerke
In den Jahren 1913 bis 1915 wurden auf dem Reitweiner Sporn bei Wuhden und Podelzig Infanterieräume errichtet. Diese
Zwischenfeldbauten sollten die Verteidigung der Festung Küstrin sichern helfen.

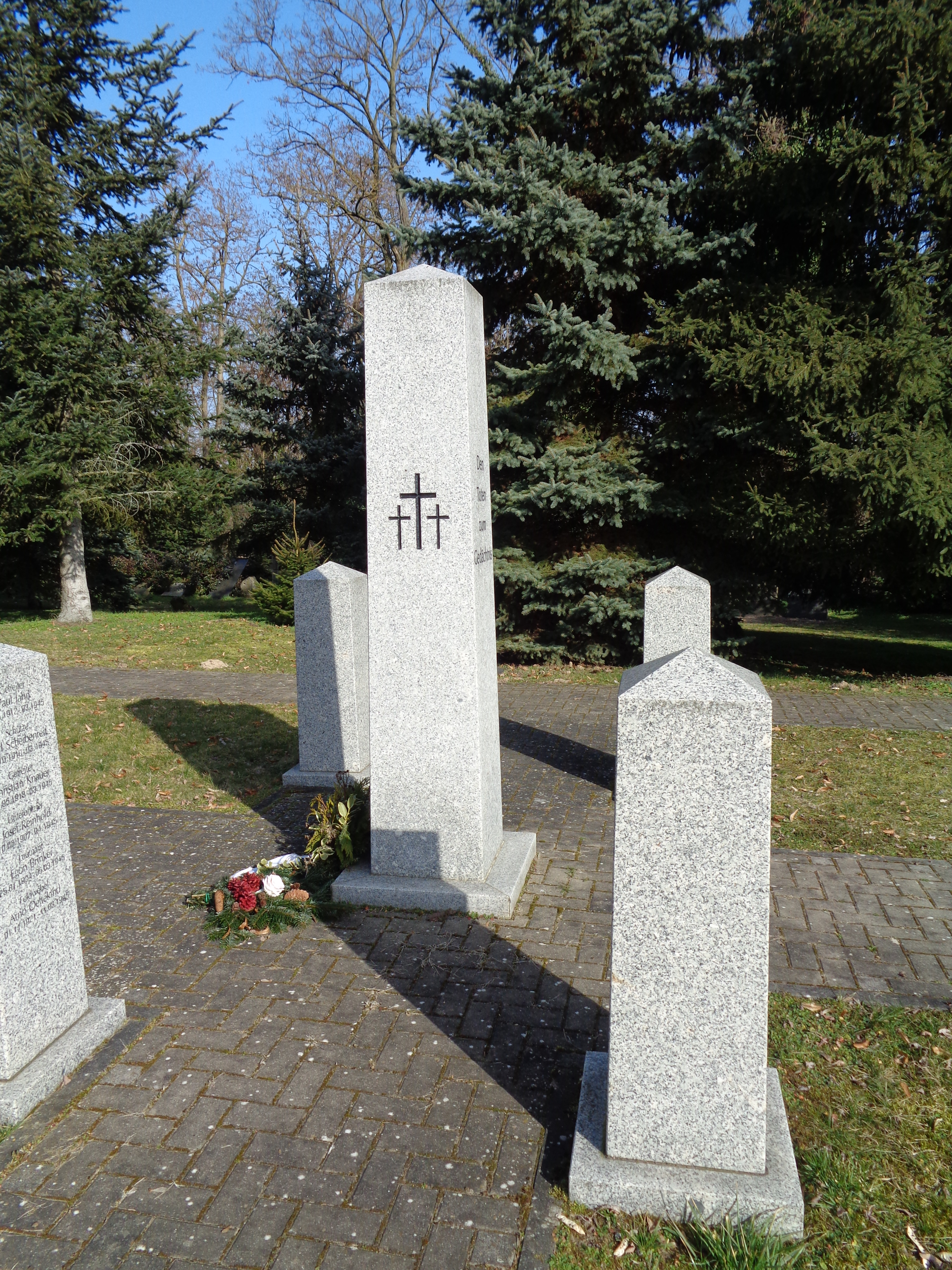
Gedenkort der Zubettunsanlage der deutschen Kriegsgäberstätte Wuhden

### Sehenswürdigkeiten
- Bergfriedfriedhof mit der deutschen Kriegsgräberstätte Wuhden 1945 (Zubettungsanlage im Land Brandenburg)

### Naturdenkmäler
- Zeisigberg,[11] ein 13,8 Hektar großes Naturschutzgebiet im Besitz der NABU-Stiftung Nationales Naturerbe

### Regelmäßige Veranstaltungen
- das Wuhdener Bergfest[12]
- das Radrennen „Rund um den Zeisigberg“ vom Frankfurter Radsport-Club 90 (FRC) aus Frankfurt (Oder) organisiert[13]

## Weitere Literatur
- Tony Le Tissier: Durchbruch an der Oder. Der Vormarsch der Roten Armee 1945. 1. Auflage, Ullstein Hc, Berlin 1995, ISBN 978-3-550-07072-3.
- Wilhelm Tieke: Das Ende zwischen Oder und Elbe – Der Kampf um Berlin 1945. 1. Auflage, Motorbuch-Verlag, Stuttgart 1981, ISBN 978-3-87943-734-4. ff. 2. Auflage 1992.
- Günther Ballentin (Hrsg.): ...angeordnet: Schweigen – Das Ende einer Mädchenklasse. Kiro-Verlag, Zützen (Schwedt) 1995, ISBN 3-929220-31-8.
- Richard Lakowski: Seelow 1945. Die Entscheidungsschlacht an der Oder. 5. Auflage, Brandenburgisches Verlags-Haus Berlin, Siegler/Edition Lempertz, Bonn 2005, ISBN 3-87748-634-7.